# جفنة بن عمرو
جفنة بن عمرو مزيقيا بن عامر ماء السماء الأزدي هو أول من حكم الغساسنة في بلاد الشام ولقبوا بآل جفنة نسبة إليه. وقيل سمي جفنة لأنه ورث جفنة أبيه التي كان يطعم فيها الناس وكانت جفنة عظيمة يدور بها مائة فارس يأكل منها القاعد والقائم والراكب.، وكان الذي ملك جفنة على الشام ملك من ملوك الروم يقال له نسطورس فلما ملك ‌جفنة ‌بن ‌عمرو الشام بعد ملوك بنو سليح من قضاعة دانت له قضاعة وغيرها من أهل الشام وغيرهم. وبنى جلق والقرية وعدة مصانع. ثم هلك وكان ملكه خمساً وأربعين سنة وثلاثة اشهر. وتولى بعده ابنه عمرو ودان بالمسيحية.
يقول الشاعر حسان بن ثابت: